# Breidelstraat
De Breidelstraat is een straat in het hart van de historische stad Brugge.

## Beschrijving
Een spontaan opkomend idee is dat deze naam iets zou te maken hebben met de Brugse held van 1302, Jan Breydel. Dit is echter niet het geval. Een straatnaam geven aan een bekend personage begon slechts vanaf het einde van de 18de eeuw.
De straat heette eerst Hofbrugghe. In 1292 wordt vermeld: le pont nommé hofbrugghe.
In 1518 kwam de naam Breylstrate tevoorschijn. Het oude West-Vlaamse woord breiel betekent houten of stenen leuning van een brug. Het ging hier dus om de breiel van de Hofbrug, die na verloop van jaren Breidelstraat werd.
In de Franse tijd werd de naam begrepen als zijnde een teugel voor het bedwingen van paarden. Vandaar dat men toen vertaalde in Rue de la Bride.
De Breidelstraat loopt van de Markt naar de Burg. In de middeleeuwen was de reie die er liep, overbrugd door een houten brug die in 1623 werd vervangen door een stenen brug. Op het einde van de 18de eeuw verdween de brug volledig.

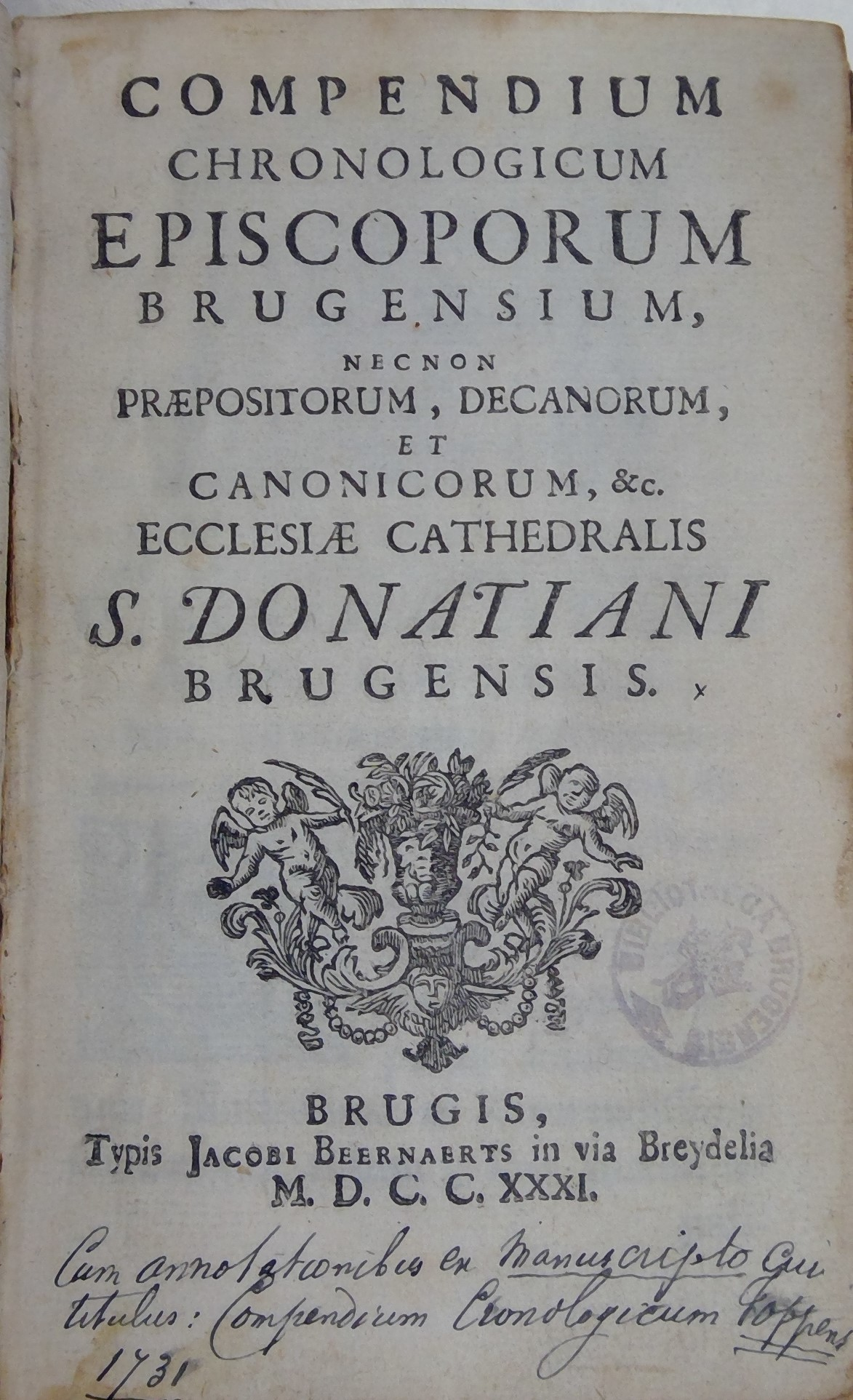
Brugse druk getiteld Compendium Chronologicum Episcoporum Brugensium. Gedrukt in 1731 door Jacobus Beernaerts in de Breydelstraat. Bewaard in de Openbare Bibliotheek Brugge.

## Drukkersstraat
In de 17de eeuw kon dit stadsdeel als de Brugse drukkerswijk betiteld worden. Heel wat typografen vestigen er zich en baatten er tegelijkertijd een boekhandel uit. Tientallen familiale drukkerswerkplaatsen waren in Brugge actief in deze straat. Sommigen profileerden zich internationaal en deden gouden zaken. Anderen bleven bescheiden en werkten voor de lokale markt, vaak nog voor een specifiek marktsegment.
Zo'n kleine speler was het 18de-eeuwse drukkershuis Vincent in de Breidelstraat. De familie Vincent was lange tijd actief in het boekenbedrijf in Doornik. In 1712 kwam Philippe-Joseph in de leer bij het Brugse drukkershuis Beernaerts, trouwde met Johanna, de dochter van zijn leermeester Michel Beernaerts, en bleef zo in Brugge werken en wonen. Philippe-Joseph overleed in 1731, waarna zijn weduwe de boekdrukkerij verderzette, vanaf 1748 geruggensteund door haar zoon Philippus Joseph Junior. Een andere zoon, Jacobus Philippus Vincent Brugensis, studeerde in 1740 af aan het bisschoppelijk seminarie in Brugge.

## Externe link

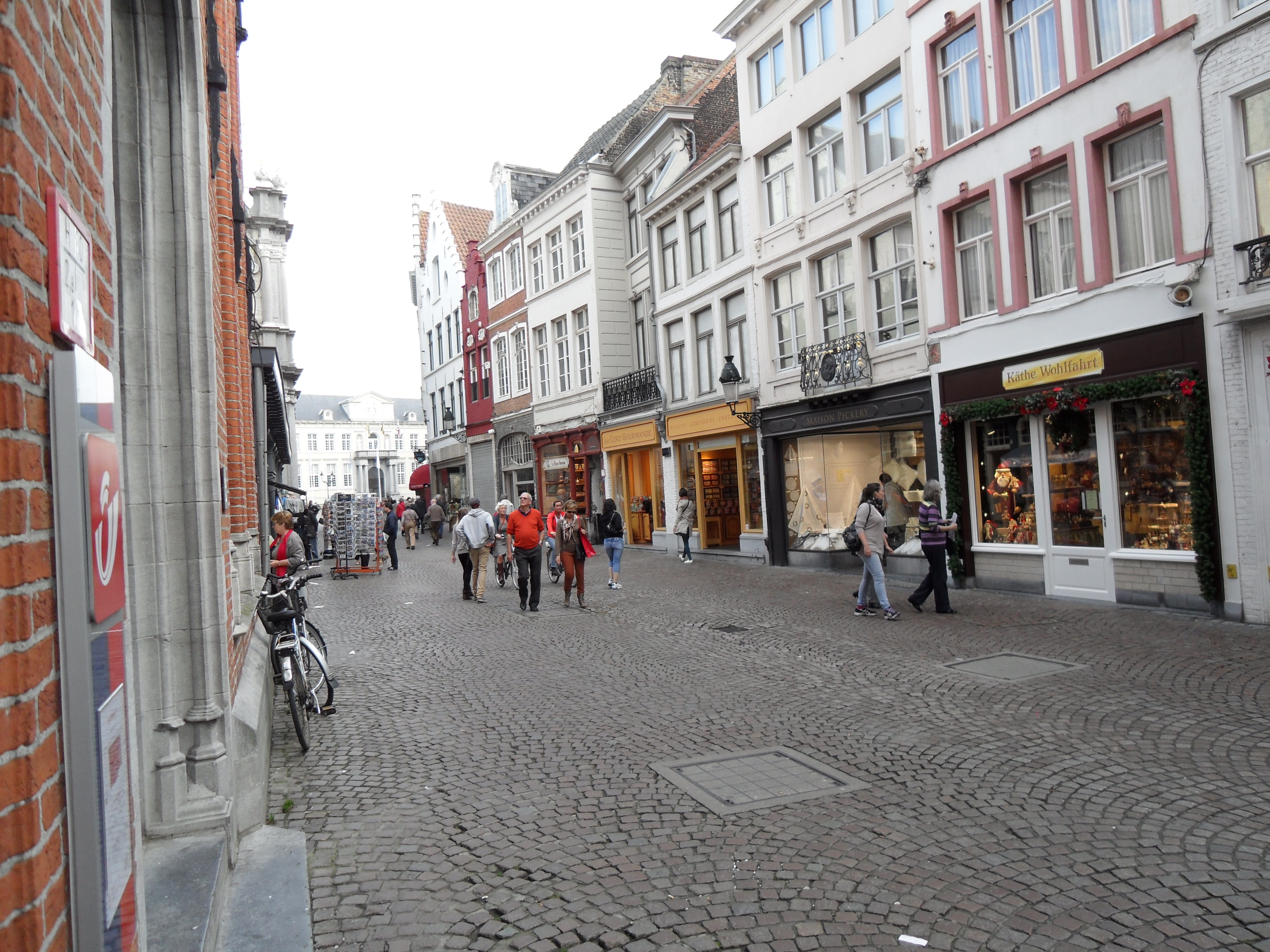
De Breidelstraat, gezien in de richting van de Burg
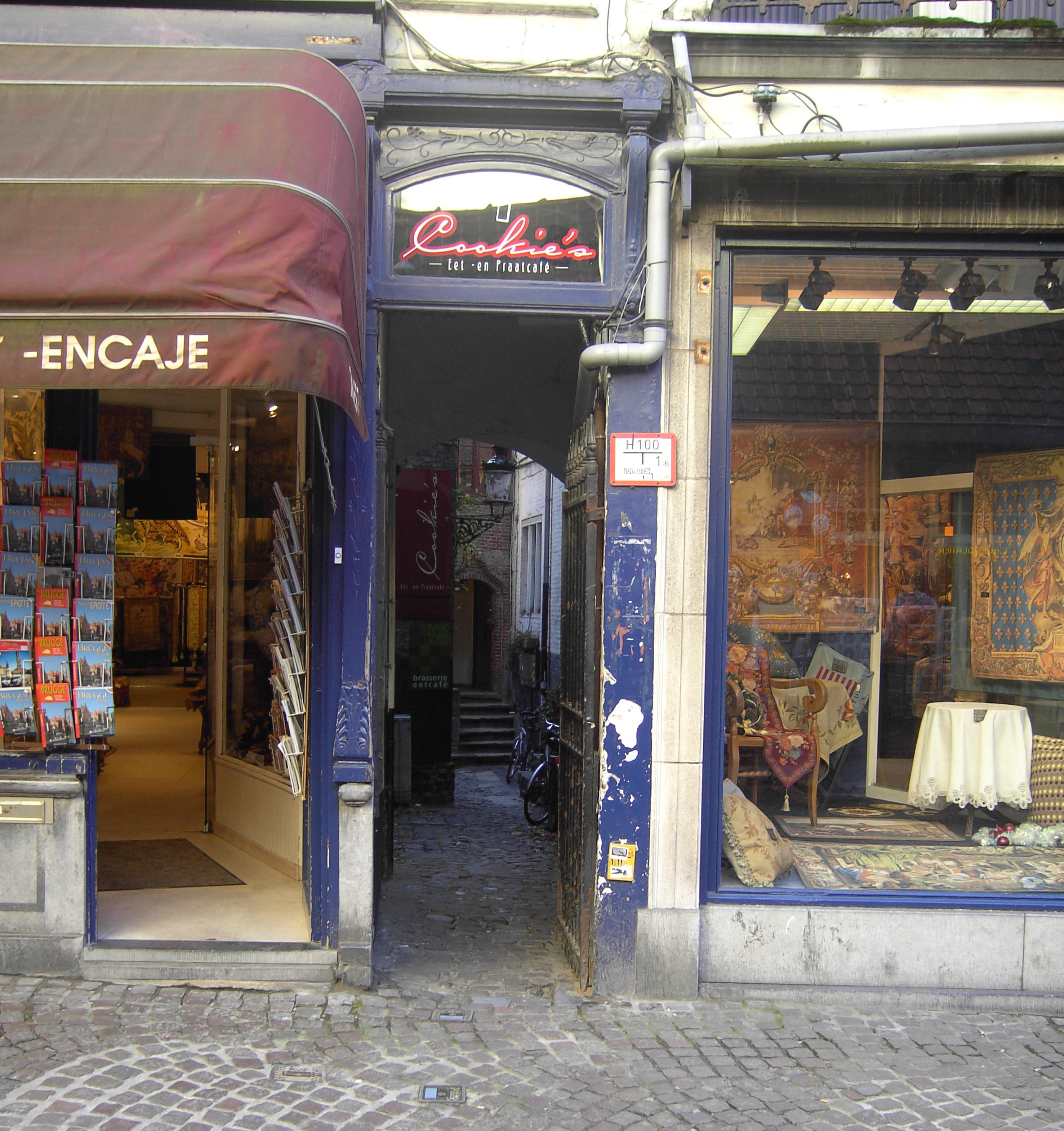
Toegang tot De Garre tussen twee winkelpuien in de Breidelstraat